# Coupe d'Italie de football 1922
Navigation
Coupe d'Italie 1926-1927

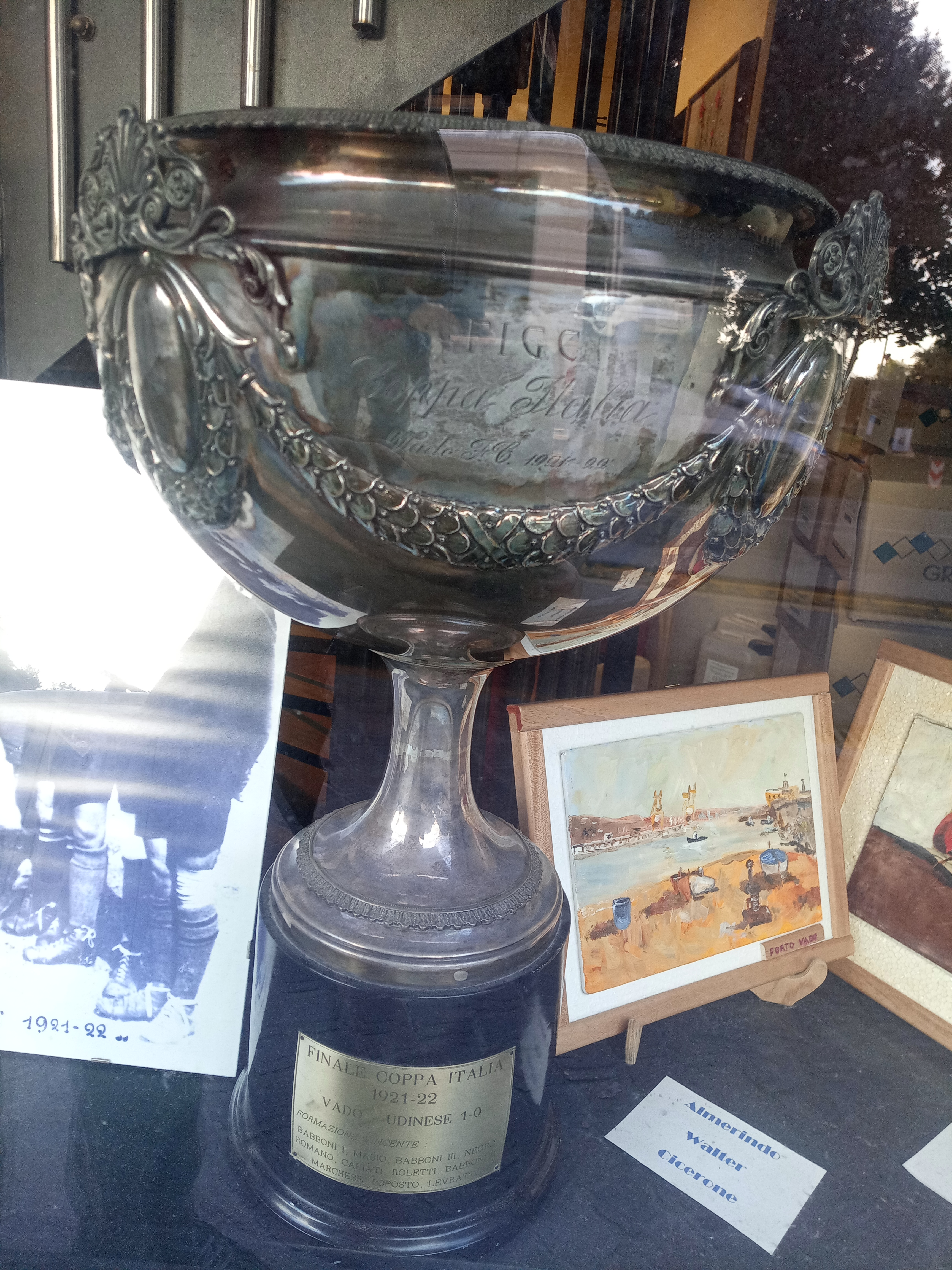
Photo de la coupe (trophée🏆) original de la première coupe Italienne de football en 1922, gagné par le FBC VADO

La Coupe d'Italie de football 1922, est la 1re édition de la Coupe d'Italie.

## Déroulement de la compétition

### Participants

#### Prima Categoria (D1)
23 clubs de Prima Categoria sont engagés en Coupe d'Italie.

#### Promozione (D2)
12 clubs de Promozione sont engagés en Coupe d'Italie.

#### Terza Categoria (D3)
2 clubs de Terza Divisione sont engagés en Coupe d'Italie.

### Calendrier
| Phase              | Tour          | Dates                    |
| ------------------ | ------------- | ------------------------ |
| Phase préliminaire | 1er tour      | 2 avril 1922             |
| Phase préliminaire | 2e tour       | 9 avril 1922             |
| Phase préliminaire | 3e tour       | 23 avril 1922            |
| Phase Finale       | 1/4 de finale | 30 avril - 18 juin 1927  |
| Phase Finale       | 1/2 finales   | 25 juin - 9 juillet 1927 |
| Phase Finale       | Finale        | 16 juillet 1927          |

## Résultats

### Premier tour
PGF Libertas, SS Pro Livorno et Treviso FBC sont exempts.
| Division             | Club                     | Score           | Club                     | Division             |
| -------------------- | ------------------------ | --------------- | ------------------------ | -------------------- |
| Promozione (D2)      | Audace di Livorno        | 0 - 2 (forfait) | Molassana                | Promozione (D2)      |
| Promozione (D2)      | SS Casalecchio 1921      | 0 - 2 (forfait) | AC Carpi                 | Prima Categoria (D1) |
| Promozione (D2)      | Crema FBC                | 4 - 1           | US Codogno               | Promozione (D2)      |
| Promozione (D2)      | AS Fanfulla              | 2 - 1           | AC Libertas (Milan)      | Prima Categoria (D1) |
| Promozione (D2)      | US Forti e Liberi        | 3 - 0           | US Mantovana             | Prima Categoria (D1) |
| Prima Categoria (D1) | Juventus Italia FC       | 2 - 0           | Enotria Goliardo FBC     | Prima Categoria (D1) |
| Prima Categoria (D1) | US Lucchese              | 9 - 0           | CS Firenze               | Prima Categoria (D1) |
| Prima Categoria (D1) | US Novese                | 6 - 0           | GS Aeronautica di Torino | Promozione (D2)      |
| Prima Categoria (D1) | US Rivarolese (Rivarolo) | 2 - 0           | FS Sestrese              | Prima Categoria (D1) |
| Prima Categoria (D1) | Spes FC                  | 0 - 1           | Speranza FBC             | Prima Categoria (D1) |
| Prima Categoria (D1) | CS Trevigliese           | 0 - 1 a.p.      | Saronno FBC              | Prima Categoria (D1) |
| Terza Categoria (D3) | US Triestina             | 4 - 2           | AS Edera                 | Terza Categoria (D3) |
| Prima Categoria (D1) | AS Udinese               | 4 - 0           | US Feltrese              | Promozione (D2)      |
| Promozione (D2)      | FBC Vado                 | 4 - 3 a.p.      | Fiorente FC              | Promozione (D2)      |
| Prima Categoria (D1) | US Valenzana             | 2 - 1           | FC Pastore               | Prima Categoria (D1) |
| Promozione (D2)      | AS Vercellesi Erranti    | 0 - 1           | US Torinese              | Prima Categoria (D1) |
| Prima Categoria (D1) | SEF Virtus Bologna       | 1 - 0           | Parma FBC                | Prima Categoria (D1) |

### Deuxième tour
Le Treviso FBC entre en jeu à ce tour. PGF Libertas et SS Pro Livorno sont exempts.
| Division             | Club               | Score | Club                     | Division             |
| -------------------- | ------------------ | ----- | ------------------------ | -------------------- |
| Promozione (D2)      | Crema FBC          | 1 - 2 | Speranza FBC             | Prima Categoria (D1) |
| Promozione (D2)      | AS Fanfulla        | 1 - 4 | US Novese                | Prima Categoria (D1) |
| Promozione (D2)      | US Forti e Liberi  | 4 - 0 | Treviso FBC              | Prima Categoria (D1) |
| Prima Categoria (D1) | Juventus Italia FC | 3 - 0 | US Torinese              | Prima Categoria (D1) |
| Prima Categoria (D1) | US Lucchese        | 5 - 0 | US Rivarolese (Rivarolo) | Prima Categoria (D1) |
| Terza Categoria (D3) | US Triestina       | 0 - 3 | AS Udinese               | Prima Categoria (D1) |
| Promozione (D2)      | FBC Vado           | 5 - 1 | Molassana                | Promozione (D2)      |
| Prima Categoria (D1) | US Valenzana       | 1 - 0 | Saronno FBC              | Prima Categoria (D1) |
| Prima Categoria (D1) | SEF Virtus Bologna | 1 - 0 | AC Carpi                 | Prima Categoria (D1) |

### Troisième tour
L'AS Edera est repéchée pour ce tour. PGF Libertas, US Novese, Pro Livorno et Speranza FBC sont exempts.
| Division             | Club         | Score | Club               | Division             |
| -------------------- | ------------ | ----- | ------------------ | -------------------- |
| Terza Categoria (D3) | AS Edera     | 0 - 3 | AS Udinese         | Prima Categoria (D1) |
| Prima Categoria (D1) | US Lucchese  | 4 - 0 | SEF Virtus Bologna | Prima Categoria (D1) |
| Promozione (D2)      | FBC Vado     | 2 - 0 | Juventus Italia FC | Prima Categoria (D1) |
| Prima Categoria (D1) | US Valenzana | 3 - 0 | US Forti e Liberi  | Promozione (D2)      |

### Quarts de finale
| Division             | Club           | Score           | Club         | Division             |
| -------------------- | -------------- | --------------- | ------------ | -------------------- |
| Prima Categoria (D1) | SS Pro Livorno | 0 - 1           | FBC Vado     | Promozione (D2)      |
| Prima Categoria (D1) | PGF Libertas   | 2 - 0 (forfait) | US Valenzana | Prima Categoria (D1) |
| Prima Categoria (D1) | AS Udinese     | 2 - 0 (forfait) | US Novese    | Prima Categoria (D1) |
| Prima Categoria (D1) | Speranza FBC   | 1 - 2           | US Lucchese  | Prima Categoria (D1) |

### Demi-finales
| Division             | Club       | Score      | Club         | Division             |
| -------------------- | ---------- | ---------- | ------------ | -------------------- |
| Promozione (D2)      | FBC Vado   | 1 - 0 a.p. | PGF Libertas | Prima Categoria (D1) |
| Prima Categoria (D1) | AS Udinese | 1 - 0      | US Lucchese  | Prima Categoria (D1) |

### Finale
| Division        | Club     | Score      | Club       | Division             |
| --------------- | -------- | ---------- | ---------- | -------------------- |
| Promozione (D2) | FBC Vado | 1 - 0 a.p. | AS Udinese | Prima Categoria (D1) |